# Антропов, Лев Иванович
Лев Ива́нович Антро́пов (30 сентября 1913, Берлин — 8 июля 1994) — украинский советский учёный, доктор химических наук, профессор, член-корреспондент АН УССР.

## Биография
Родился 30 сентября 1913 года в Берлине в семье служащего. В 1936 году окончил Уральский индустриальный институт в Свердловске, где работал до 1940 года. Научную деятельность начал в студенческие годы, когда под руководством профессора А. А. Есина провел исследования кинетики осаждения и растворения меди, результаты которых были опубликованы в центральных журналах страны. Тогда же он был привлечен и к педагогической деятельности как внештатный ассистент кафедры электрохимии.
В 1940—1948 годах заведовал кафедрами электрохимии, физической и коллоидной химии Ереванского политехнического института, в 1948—1960 годах — кафедрой технологии электрохимических производств Новочеркасского политехнического института, где был также деканом химико-технологического факультета. Докторскую диссертацию защитил в 1945 году. В эти годы основным направлением его научных работ было выявление роли заряда поверхности металла в адсорбционных явлениях. Развитые представления легли в основу теории влияния поверхностно-активных веществ на процессы коррозии и электроосаждения металлов.
С 1957 по 1960 год работал в Индии как эксперт ЮНЕСКО. Он организовал в Бомбейском технологическом институте кафедру электрохимии, вел научно-исследовательскую работу в области защиты металлов от коррозии. В этот период им впервые была установлена связь между адсорбцией поверхностно-активных веществ на ртути и их действие на коррозию, контактное и электрохимическое осаждение металлов. Предложенная им и названная впоследствии его именем Шкала потенциалов получила международное признание и широко используется в различных областях теоретической и прикладной электрохимии, в том числе при электроосаждении металлов в гальванотехнике и гидрометаллургии. Работы этого периода принесли Л. И. Антропову широкую известность и признание как одного из ведущих электрохимиков мира.
С 1960 по 1986 год заведовал кафедрой технологии электрохимических производств Киевского политехнического института, в 1962 году создал при КПИ проблемную лабораторию ингибиторов кислотной коррозии, а с 1986 года работал профессором-консультантом этой же кафедры. В эти годы расширялся круг научных интересов ученого, и была создана киевская электрохимическая школа. Большое практическое значение имели разработки коррозионно-измерительной техники, синтез новых эффективных ингибиторов коррозии. Под руководством Л. И. Антропова кафедра электрохимических производств КПИ стала в этот период головной организацией среди стран — членов СЭВ по проблеме ингибиторной защиты металлов от коррозии.
Умер 8 июля 1994 года.

## Научная деятельность
Л. И. Антропов был известен как высококвалифицированный педагог, лектор. В числе его учеников два академика и два члена-корреспондента АН СССР, 10 докторов наук и более 50 кандидатов наук.
Написанный им учебник «Теоретическая электрохимия», который является одним из основных учебников вузов, издавался четыре раза на русском языке, два раза — на английском, по одному разу на венгерском, французском, украинском языках.
Он является автором около 400 научных публикаций и патентов, среди которых монографии:
- «Ингибиторы коррозии металлов» (1981);
- «Композиционные электрохимические покрытия» (1986);
- «Шкала потенциалов и её использование при изучении электрохимических реакций» (1965).

## Награды, память
Награждён орденами «Знак Почёта» и Трудового Красного Знамени, медалями.
Удостоен звания заслуженного деятеля науки УССР (1977), Государственной премии УССР в области науки и техники (1975, в составе коллектива авторов за учебник «Теоретическая электрохимия»), премии имени Л. В. Писаржевского (1992).
На стене химико-технологического факультета КПИ установлена гранитная мемориальная плита в честь профессора Льва Антропова.